# Oğuzlar, Ödemiş
Oğuzlar là một xã thuộc huyện Ödemiş, tỉnh İzmir, Thổ Nhĩ Kỳ. Dân số thời điểm năm 2010 là 109 người.